# Fünfheber
Ein Fünfheber ist in der Verslehre ein Versmaß mit fünf Hebungen oder ein konkreter Vers, der einem solchen Versmaß entspricht. Der Begriff ist anwendbar in Literaturen mit akzentuierendem Versprinzip, da nur dort die Zahl der Hebungen für das Versmaß bestimmend ist.
Da nach der Heuslerschen Verslehre die Zahl der Takte der Zahl der Hebungen entspricht, wird der Fünfheber dort auch Fünftakter genannt. 
In anderen modernen Sprachen wird der Fünfheber auch als pentameter bezeichnet, was im Fall des jambischen Fünfhebers eigentlich nicht korrekt ist, da das jambische Metron aus zwei Versfüßen besteht, ein jambischer Pentameter wäre daher zehnfüßig.
Zu den Formen des Fünfhebers in Verbindung mit spezifischen Versfüßen siehe:
- Jambischer Fünfheber
- Trochäischer Fünfheber